# Urusi Airport
Urusi Airport är en flygplats i Bolivia.   Den ligger i departementet Beni, i den centrala delen av landet, 500 km norr om huvudstaden Sucre. Urusi Airport ligger 168 meter över havet.
Terrängen runt Urusi Airport är mycket platt. Trakten runt Urusi Airport är nära nog obefolkad, med mindre än två invånare per kvadratkilometer.. Det finns inga samhällen i närheten.
Omgivningarna runt Urusi Airport är huvudsakligen savann.